# Grzegorz Makowiecki
Grzegorz Makowiecki herbu Pomian (zm. przed 16 stycznia 1569) – chorąży halicki w latach 1563–1569, podsędek halicki w latach 1557–1559, rotmistrz królewski w 1564 roku.
Poseł na sejm warszawski 1556/1557 roku z ziemi kołomyjsko-śniatyńskiej. Poseł na sejm warszawski 1563/1564 roku z ziemi halickiej. Poseł na sejm parczewski 1564 roku z województwa ruskiego.